# 王座戦 (台湾)
王座戦（おうざせん、王座賽）は、台湾の囲碁の棋戦。2006年に開始。前身は2002年から2005年まで行われた台湾棋院杯プロ囲棋戦。また1983年に快棋王座戦が行われた。
- 主催 台湾棋院
- 優勝賞金 (1期)30万元、(2期-)40万元

## 方式
- 8人のリーグ戦により、前年の王座位への挑戦者を決定する。挑戦手合は五番勝負。第1期は台湾棋院杯者に挑戦。
- リーグ戦は上位4名が次期シード。
- 持時間は、リーグ戦・挑戦手合は各3時間で残り5分から秒読み。一、二次予選は各2時間で残り3分から秒読み。
- コミは6目半。
- 予選にはアマチュア棋士も参加する。

## 名誉号
- 連続5期によって、陳詩淵が名誉王座を得ている[1]

## 歴代優勝者と挑戦手合
（左が優勝者）
1. 2006年 周俊勲 3-1 林至涵
2. 2006年 周俊勲 3-1 陳詩淵
3. 2007年 周俊勲 3-2 陳詩淵
4. 2008年 陳詩淵（周王座の台湾棋院脱退によりリーグ戦7-0の陳詩淵が王座となる）
5. 2009年 陳詩淵 3-0 林立祥
6. 2010年 陳詩淵 3-1 蕭正浩
7. 2011年 陳詩淵 3-1 林至涵
8. 2012年 陳詩淵 3-0 王元均
9. 2013年 蕭正浩 3-1 陳詩淵

## 快棋王座戦
- 主催 応昌期基金会
- トーナメント制

優勝者 陳長清、準優勝 戴嘉伸